# جين غرينوود
جين غرينوود (بالإنجليزية: Jane Greenwood)‏ هي مصممة أزياء تقليدية بريطانية، ولدت في 30 أبريل 1934 في ليفربول في المملكة المتحدة.

## وصلات خارجية
- جين غرينوود على موقع IMDb (الإنجليزية)
- جين غرينوود على موقع قاعدة بيانات برودواي على الإنترنت (الإنجليزية)
- جين غرينوود على موقع قاعدة بيانات الفيلم (الإنجليزية)